# Super Bowl LVIII
Super Bowl 58 – pięćdziesiąty ósmy finał o mistrzostwo zawodowej ligi futbolu amerykańskiego NFL, kończący sezon 2023, odbył się 11 lutego 2024 roku na Allegiant Stadium w Paradise w Nevadzie. Jest to miejsce rozgrywania domowych spotkań drużyny Las Vegas Raiders. Spotkały się w nim zespoły San Francisco 49ers, mistrz konferencji NFC, oraz Kansas City Chiefs, mistrz konferencji AFC. Sędzią spotkania był Bill Vinovich. Kansas City Chiefs pokonali po dogrywce San Francisco 49ers wynikiem 25 – 22, co jest czwartą wygraną finału NFL w historii tej drużyny, po wygranych w latach 1970, 2020 oraz 2023.

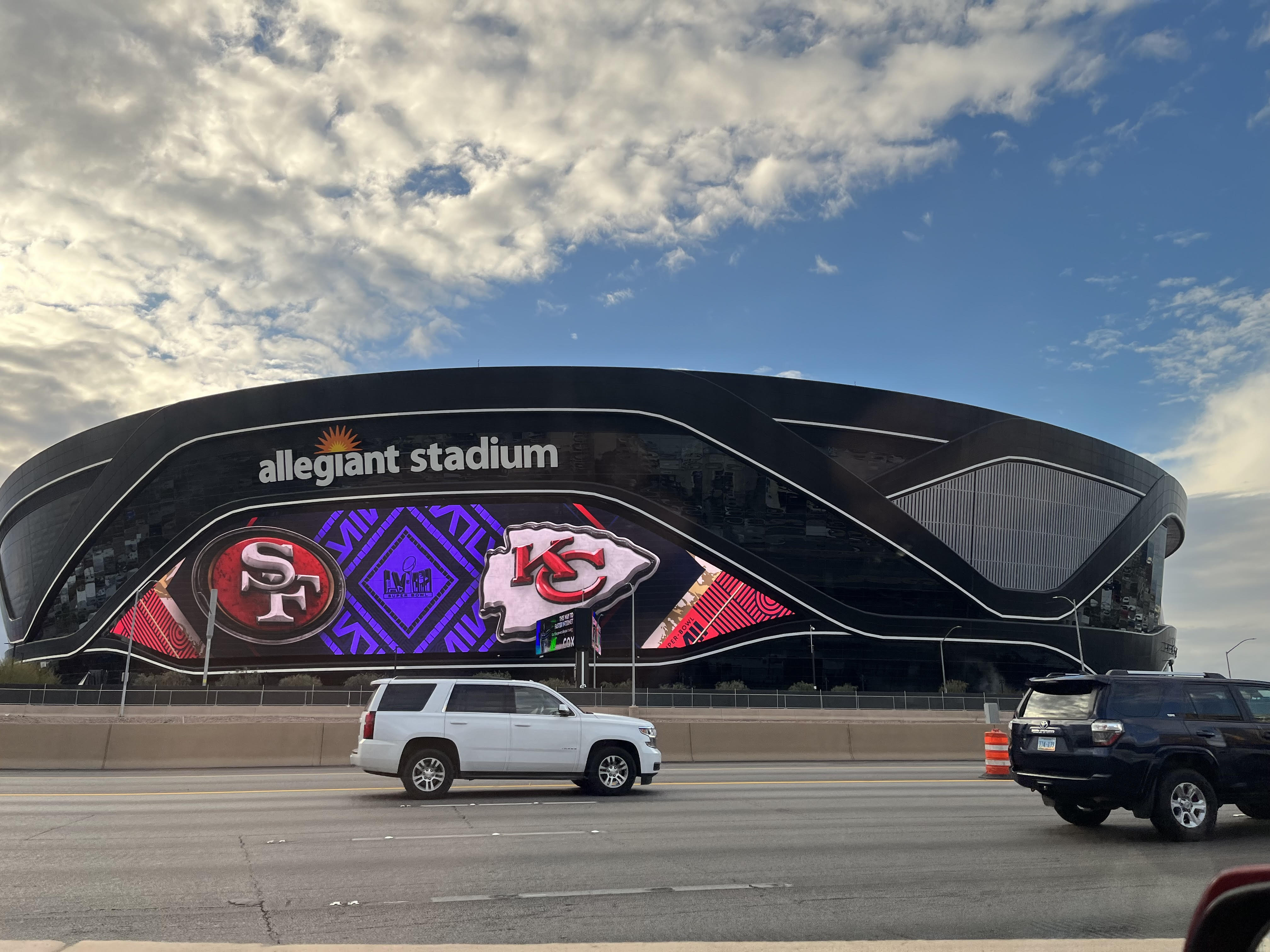
Allegiant Stadium w lutym 2024

Transmisję ze spotkania przeprowadziła stacja CBS. Hymn Stanów Zjednoczonych Ameryki przed meczem zaśpiewała piosenkarka country i aktorka Reba McEntire. W przerwie finału, podczas tzw. „half-time show”, wystąpił Usher.
W Polsce transmisję telewizyjną prowadził kanał Polsat, komentowali Jędrzej Stęszewski i Witold Cebulewski. 